# Pornstar 2: Pangalawang Putok
Pornstar 2: Pangalawang Putok es una película de comedia filipina de 2021 escrita y dirigida por Darryl Yap. Se trata de una secuela de Paglaki Ko, Gusto Kong Maging Pornstar producida por Vincent Del Rosario III y Veronique Del Rosario-Corpus. Contó con los papeles protagónicos de Rosanna Roces, Alma Moreno, Ara Mina, Maui Taylor y Ayanna Misola.

## Sinopsis
Alma, Rosanna, Maui y Ara, reconocidas actrices filipinas, se han puesto en la tarea de buscar a la nueva estrella del cine porno de ese país, convocando a nuevas aspirantes: Trina, Melchora, Josefa y Gabriela. Sin embargo, durante el proceso de producción y rodaje, quedará demostrado que no es una tarea fácil, pese a la experiencia de las grandes actrices que lideran el proyecto.

## Reparto
- Rosanna Roces es ella misma
- Alma Moreno es ella misma
- Ara Mina es ella misma
- Maui Taylor es ella misma
- Lara Morena es Lara
- Ayanna Misola es Trina
- Cara Gonzales es Melchora
- Stephanie Raz es Josefa
- Sab Aggabao es Gabriela
- Abed Green es Abed
- Prince Salvador es Park Bojum
- Jet Delgado es Isagani
- Rash Flores es Rashad

Fuente:

## Banda sonora
| Pornstar 2: Pangalawang Putok OST |               |              |          |  |
| N.º                               | Título        | Artista      | Duración |  |
| 1.                                | «Rosas»       | Magnus Haven | 3:30     |  |
| 2.                                | «Mani»        | Fred Panopio | 2:41     |  |
| 3.                                | «Nanggigigil» | Hagibis      | 4:38     |  |
| 4.                                | «Babae»       | Hagibis      | 4:45     |  |
| 5.                                | «Lalake»      | Hagibis      | 4:25     |  |
| 6.                                | «Dale Dale»   | SB NewGen    | 3:19     |  |